# He Xi
He Xi (chinesisch 何夕, Pinyin Hé Xī; * Dezember 1971 in Chengdu, Provinz Sichuan, Volksrepublik China), mit ursprünglichem Namen He Hongwei (chinesisch 何宏伟, Pinyin Hé Hóngwěi), ist ein chinesischer Schriftsteller. He Xi ist fünfzehnfacher Preisträger des Galaxy Award. Neben Liu Cixin, Wang Jinkang und Han Song wird He Xi in China zu den „vier Himmelskönigen der chinesischen Science-Fiction“ („本土科幻四大天王“) gezählt.

## Leben
He Xi änderte seinen Namen nach einem Comeback im Jahr 1999 von He Hongwei in He Xi. Als Grundlage diente das Wortspiel „今夕何夕“ (Pinyin jīnxī hé xī, Heute Nacht: He Xi) aus dem Etsujin-Lied (chinesisch 越人歌, Pinyin yuè rén gē). Darüber hinaus gab He Xi als Grund für die Namensänderung an, dass dieser sehr viel besser zu seiner Verwunderung gegenüber des ewigen Flusses der Zeit passe („顺带抒发自己面对时间这个永恒命题时的迷惑“).

## Bibliographie (Auswahl)
- 光恋, guāng liàn [„Leichte Liebe“], zweiter Platz beim Galaxy Award 1992.[2]
- 电脑魔王, diànnǎo mówáng [„Computer-Teufel“], dritter Platz beim Galaxy Award 1993.[2]
- 小雨, xiǎoyǔ [„Wenig Regen“]
- 异域, yìyù [„Exotisch“] (1999), ausgezeichnet mit dem Galaxy Award 1999.[2]
- 爱别离, ài biélí [„Liebe ist vorbei“] (1999), ausgezeichnet mit dem Galaxy Award 2000.[2]
- 六道众生, liùdào zhòngshēng [„Sechs fühlende Wesen“], veröffentlicht 2001, ausgezeichnet mit dem Galaxy Award 2002.[2]
- 伤心者, shāngxīn zhě [„Der Herzgebrochene“], veröffentlicht 2002, ausgezeichnet mit dem Galaxy Award 2003.[2]
- 天生我材, tiānshēng wǒ cái [„Innate Talent“], veröffentlicht 2004, ausgezeichnet mit dem Galaxy Award 2005.[2]
- 十亿年后的来客, shí yì nián hòu de láikè [„Der Reisende von in einer Billionen Jahren“], veröffentlicht 2008, ausgezeichnet mit dem Galaxy Award 2009.[2]
- 人生不相见, rénshēng bù xiāngjiàn [„Kein Anzeichen für Leben“], veröffentlicht 2009, ausgezeichnet mit dem Galaxy Award 2010.[2]
- 汪洋战争, wāngyáng zhànzhēng [„Krieg auf dem Ozean“], veröffentlicht im Februar 2012 in Science Fiction World, ausgezeichnet mit dem Galaxy Award 2012.[2]
- 浮生, fúshēng [„Schwebendes Leben“], ausgezeichnet mit dem Galaxy Award 2017.[2]
- Never Meet Again in Life [„Nie wieder im Leben treffen“] (2023)